# Gallusquelle
Koordinaten: 48° 12′ 0,2″ N, 9° 12′ 52,8″ O
Die Gallusquelle oder auch der Gallusbrunnen ist eine Karstquelle im Stadtteil Hermentingen von Veringenstadt auf der Schwäbischen Alb in Baden-Württemberg.

## Beschreibung
Die Gallusquelle ist eine der bedeutendsten Karstquellen der Schwäbischen Alb. Sie befindet sich am westlichen Ende der geschlossenen Bebauung des Ortskerns von Hermentingen, unterhalb des westlichen Steilhangs über dem Tal der Lauchert. Der kleine Quelltopf ist eingezwängt zwischen zwei Dorfstraßen, was ihn nicht weniger sehenswert macht. Die Quelle schüttet durchschnittlich etwa 470 Liter Wasser pro Sekunde aus (min. 300, max. 2000 l/s), das nach einigen Metern der Lauchert zufließt. Das Wasser, das man heute offen abfließen sieht, ist nur ein Teil der gesamten Schüttung der Karstquelle, denn die Quelle ist gefasst und an die Trinkwasserversorgung des Zweckverbands Wasserversorgung Zollernalb angeschlossen. Sie versorgt rund 40.000 Menschen (bis nach Balingen) mit Trinkwasser. Ihr Einzugsgebiet umfasst ca. 40 bis 45 km². Die Austrittsstelle liegt im Kreuzungsbereich zweier geologischer Störungssysteme (Lauchertgraben und Hohenzollerngraben). Sie ist die größte Quelle Hohenzollerns und als Naturdenkmal und Geotop ausgewiesen. Am Rand des Quellbeckens steht die Statue des heiligen Gallus. Im nebenan liegenden renovierten Backhäuschen hat die Landesanstalt für Umweltschutz eine Pilotmessstation zur Bestimmung der Rohwassergüte untergebracht. Am Eingang zum Wasserhäuschen befindet sich die Inschrift:
aqua vita est | eam puram habe | aliter finis tua erit
(deutsch: Wasser ist Leben, halte es rein, es wird sonst dein Ende sein.)

## Geschichte

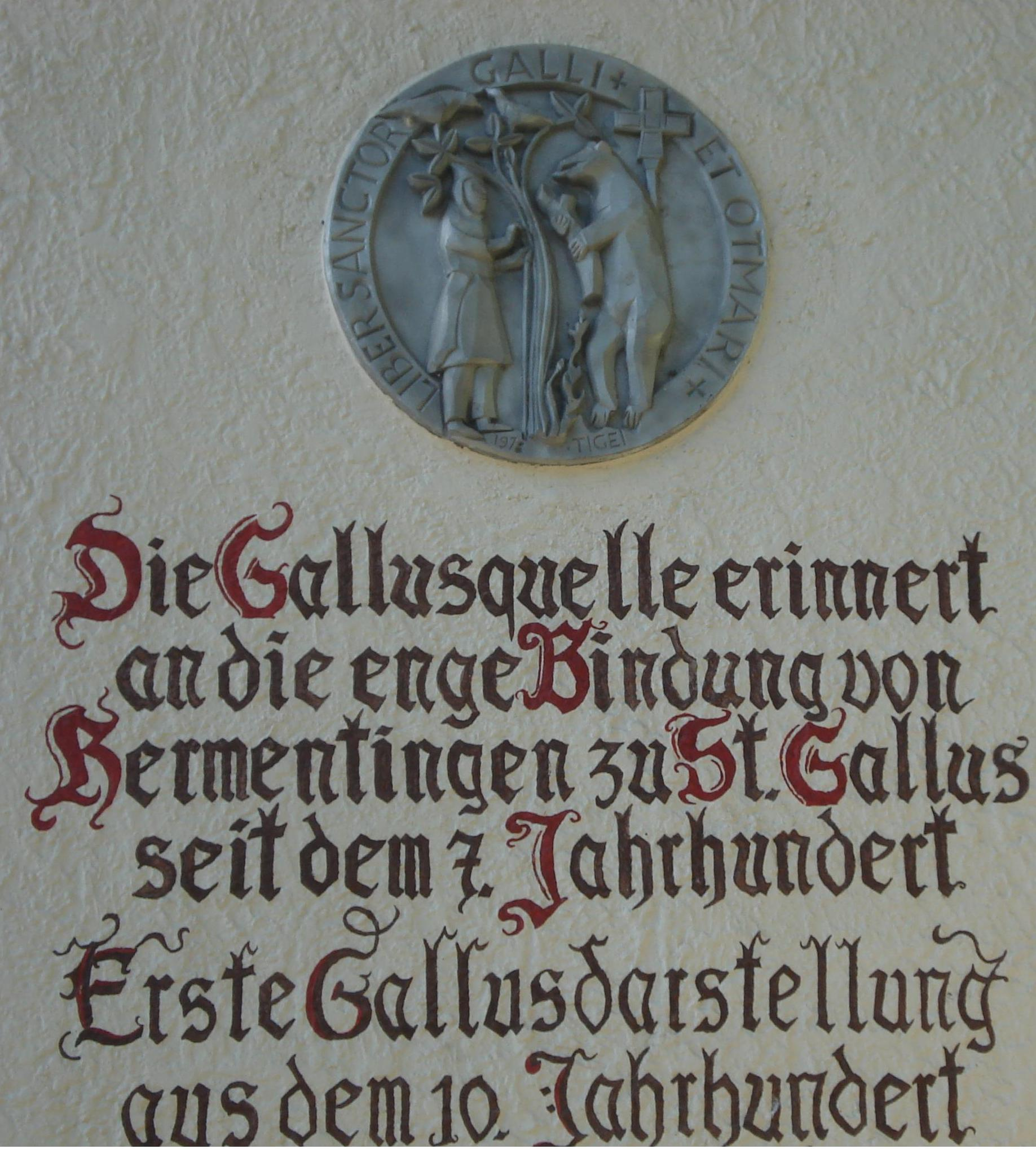
Inschrift an der Quelle

Die Gallusquelle war wohl der Grund für Entstehung von Hermentingen etwa 500 n. Chr.
Aus Schenkungen an die Klöster St. Gallen und Reichenau geht deutlich deren Einfluss auf die Christianisierung der Gegend hervor.
Die Legende erzählt folgendes:
Der hl. Gallus ließ sich von Überlingen kommend mit seinem Schüler Turibius dort im Laucherttal wohnlich nieder, wo jetzt das Dorf Hermentingen liegt. Damals war die ganze Gegend mit Wäldern und dichtem Gestrüpp bedeckt. Die beiden wohnten in einer geräumigen Höhle nahe der Quelle, die ihnen gesundes Trinkwasser lieferte, und der fischreiche Fluss lieferte ihnen die Nahrung. Sie erbauten hier eine kleine Kapelle, die später nach und nach erweitert wurde. Diese Kapelle wurde später zu Ehren des Hl. Gallus geweiht und ist heute die zweitälteste Kapelle in Hohenzollern. Kurze Zeit, nachdem das Kirchlein erbaut war, siedelte sich in dessen Nähe eine Familie an, welche den hl. Gallus auf seiner Wanderung näher kennen gelernt hatte. Sie errichtete hier ein Wohnhaus und begann im Tälchen zu roden. Der Einsiedler Gallus wurde in der ganzen Gegend bekannt und viele kamen, um ihn zu sehen und sich von ihm in der Lehre Christi unterrichten zu lassen. Nach und nach bauten mehrere Familien ihre Höfe um das Kirchlein und setzten die Bewirtschaftung des Landes fort.
Auf diese Weise entstand allmählich das Dorf Hermentingen. Der Ort hatte noch bis in das 14. Jahrhundert den Namen „Heremitingen“. Dies bedeutet: Wohnplatz eines Heremiten, Eremiten oder Einsiedlers. Im Laufe der Zeit entstand daraus die Bezeichnung Hermentingen. Die oben erwähnte Höhle ist nach dem Namen des St.-Gallus-Schülers genannt „Turbeles Höhle“.

## Nutzung der Quelle
Die Gallusquelle diente anfangs zum Bierbrauen und ab 1847 einer Mühle zum Kornmahlen.
1868 war durch starken Regen das Flusswasser der Lauchert derart schlecht, dass die Veringenstädter ihr Wasser von der Gallusquelle holen mussten.
Im Jahre 1893 kaufte das fürstliche Rentamt Hohenzollern-Sigmaringen die Mühle und baute ein Pumpwerk, um das kostbare Wasser auf den Birkhof hinaufzupumpen. Dem Pumpwerk schloss sich kurz darauf auch die Gemeinde Harthausen a. d. Scher an. 1912 schloss sich auch die Gemeinde Hermentingen selbst an diese Gruppenwasserversorgung an. Der Weiler Lieshof wird 1948 an die Wasserleitung Hermentingen – Harthausen angeschlossen.
Der wirtschaftliche Aufschwung nach dem Zweiten Weltkrieg mit hohem Wasserbedarf sowie mehrere sehr trockene Sommer mit erheblichem Wassermangel, haben die Stadt Balingen, die Gemeinden Bitz, Frommern, Onstmettingen und Harthausen auf der Scher dazu veranlasst, am 1. September 1950 den „Zweckverband Wasserversorgung Zollernalb“ zu gründen. Nachdem 1988 ein neues Wasserwerk erstellt wurde, ist von der 1952 erstellten Pumpanlage mit 3 Kolbenpumpen eine Pumpe als technisches Baudenkmal erhalten geblieben. Hersteller der Kolbenpumpe war die Maschinenfabrik Essingen; 88/min; Hub 350 mm; Motorleistung 250 kW; Fördermenge 62 l/min; Förderhöhe 300 m; Arbeit der Pumpe 83.747 Betriebsstunden; von 1952 bis 17. November 1984: 19.429.304 m3

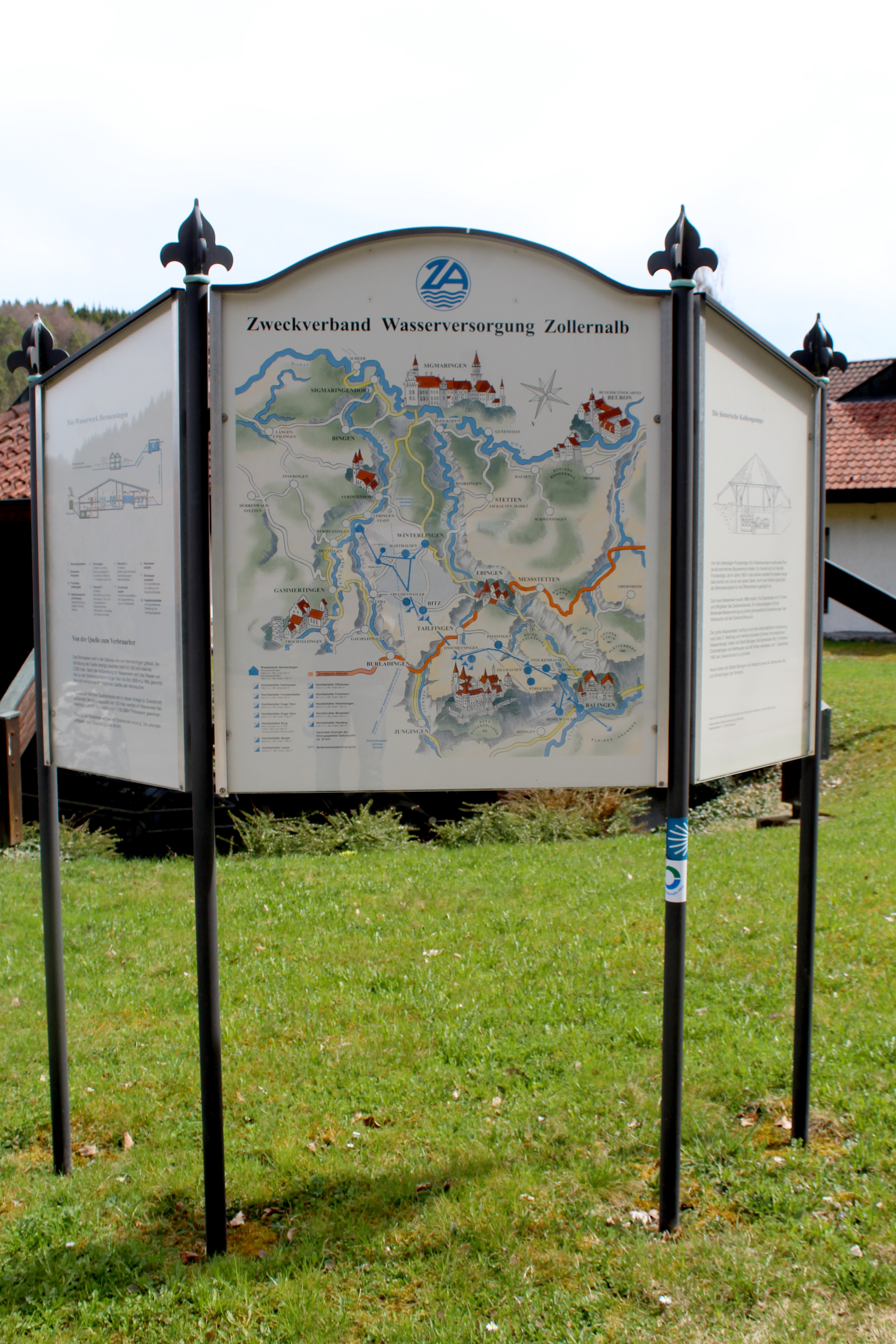
Infowand zum historischen Pumpwerk
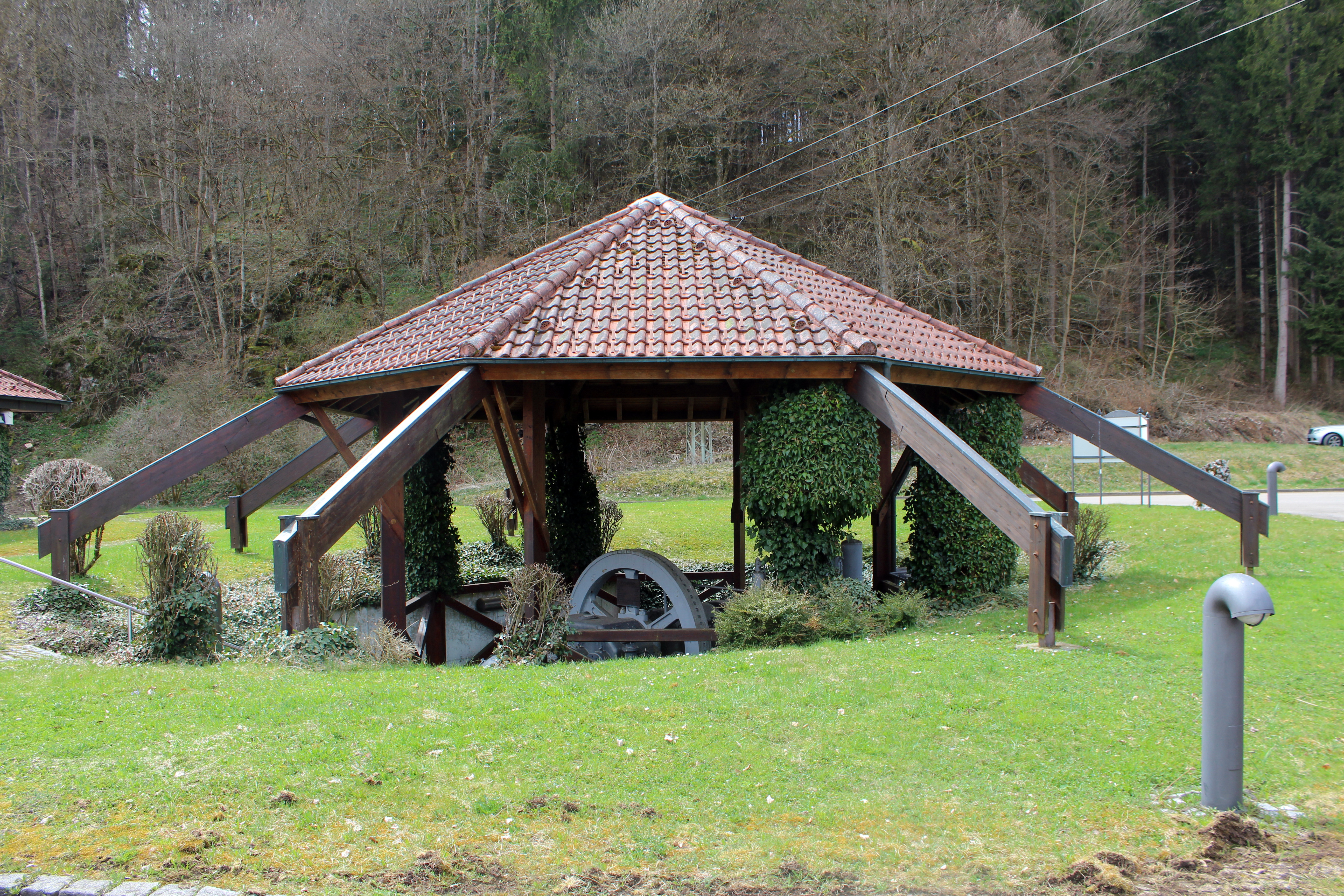
Pavillon mit historischem Kolbenpumpwerk aus dem Jahr 1952
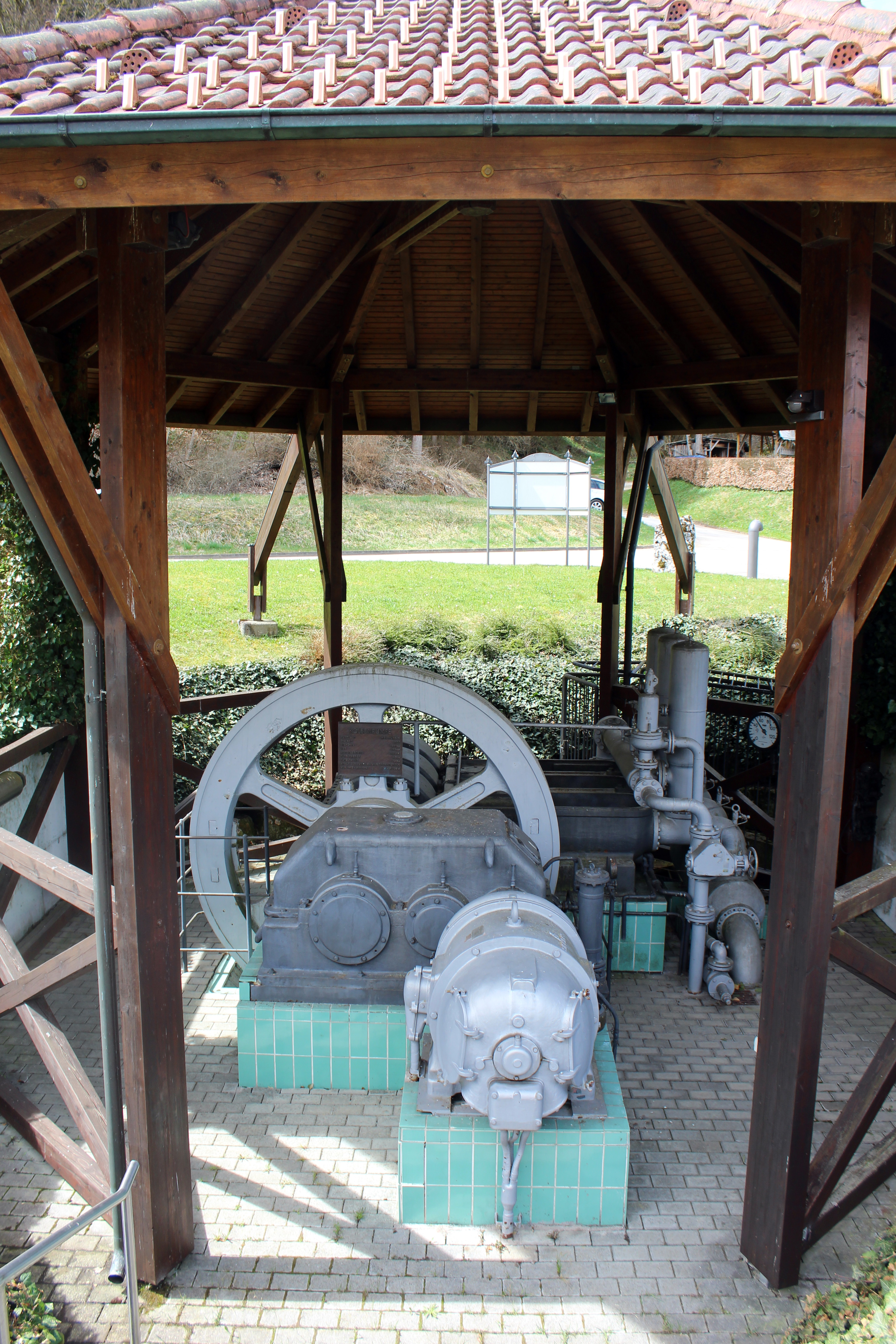
Zugang zum Pavillon
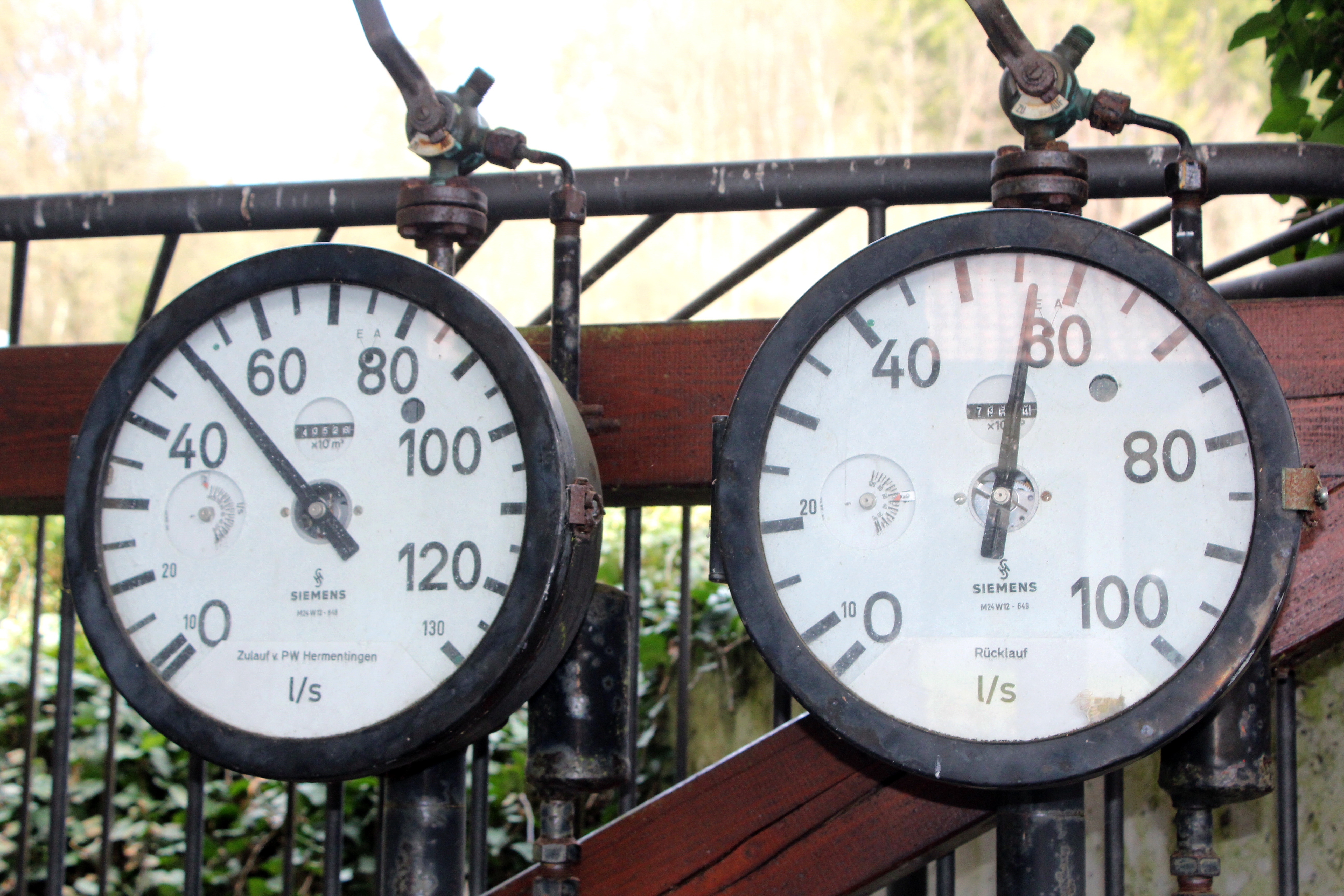
Armatur Pumpleistung
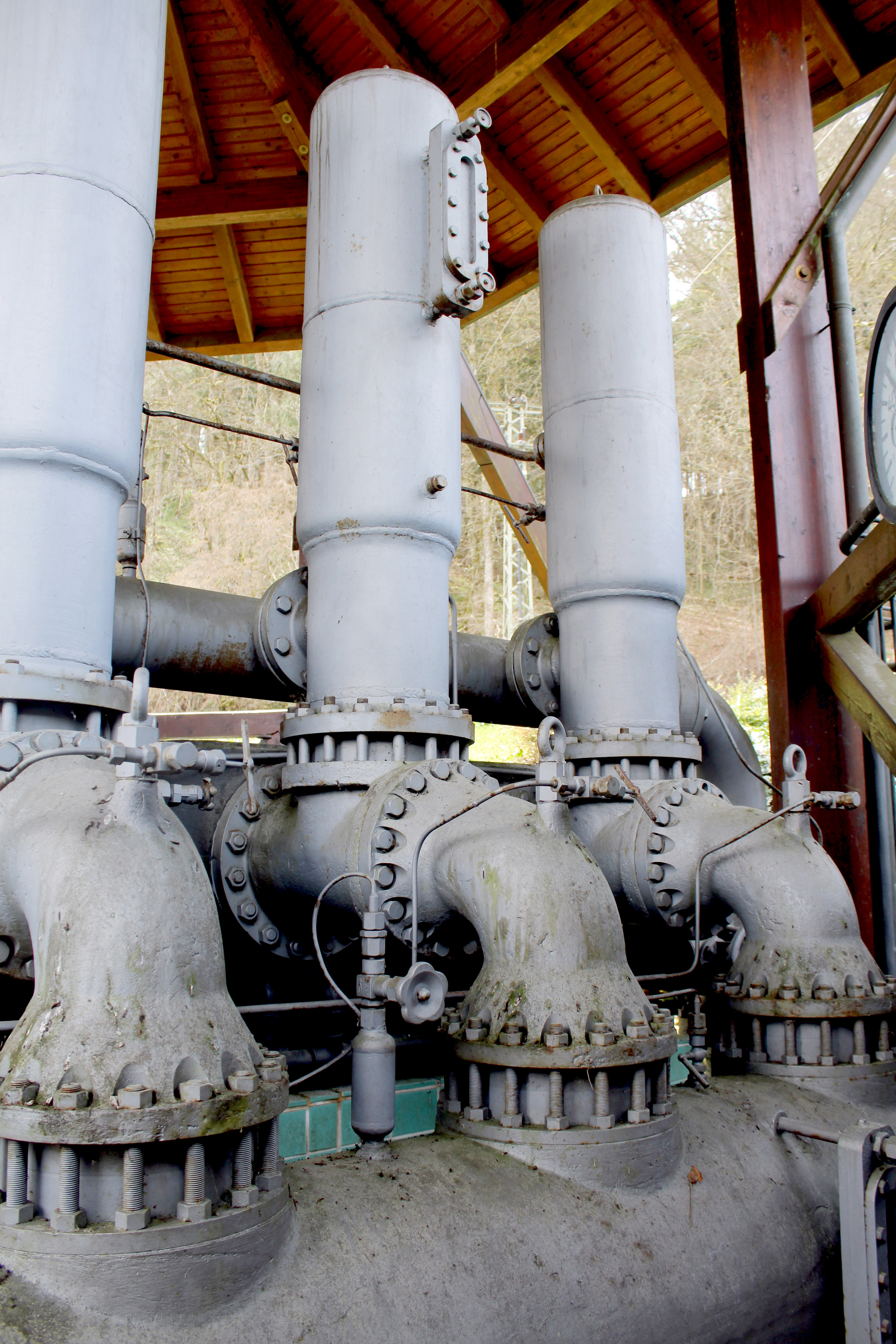
Historisches Kolbenpumpwerk aus dem Jahr 1952
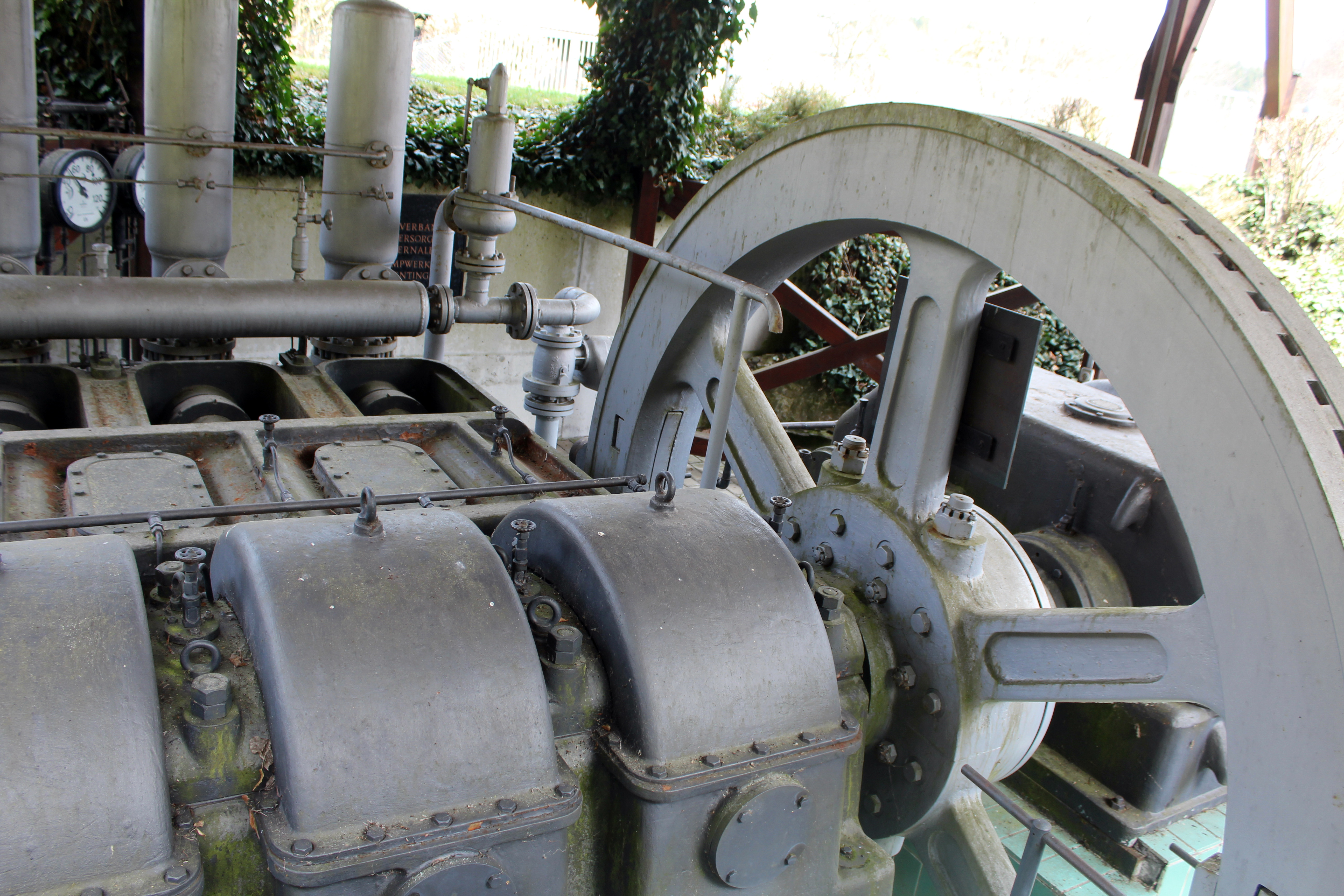
Historisches Kolbenpumpwerk aus dem Jahr 1952

Im Jahre 1978 wurde das Quellbecken der Gallusquelle neu gestaltet.

## Aktuelle wissenschaftliche Untersuchungen
Im Rahmen des Verbundprojektes AGRO wird ein Werkzeug zum prozessbasierten Risikomanagement von Spurenstoffen und Krankheitserregern für Karstgrundwasserleiter im Einzugsgebietsmaßstab erarbeitet. Die Gallusquelle bietet als Untersuchungsobjekt ideale Voraussetzungen, um die Projektziele zu erreichen:
a) intensiv erforschtes Karstsystem mit langjährigen Basisdaten,

b) Einzugsgebiet enthält verschiedene Formen der Landnutzung,

c) direkte Nutzung der Quelle zur Trinkwasserversorgung.
Dies erlaubt allgemeine Aussagen für das Risikomanagement abzuleiten und ist eine Voraussetzung für die Übertragbarkeit auf andere Grundwasserfließsysteme. Gesamtziel des Forschungsvorhabens ist die Bereitstellung konkreter Maßnahmen zur Identifizierung und Minderung des Eintrags von neuen Schadstoffen und Krankheitserregern in das Grundwasser im Einzugsgebietsmaßstab.